# Apostrophe (’)
Apostrophe (’) — восемнадцатый студийный альбом Фрэнка Заппы, выпущенный 22 марта 1974 года в стерео- и квадрофоническом форматах. Заглавный трек альбома «Don’t Eat the Yellow Snow», выпущенный в качестве сингла, достиг 86-го места в чартах. Apostrophe (’) является самым большим коммерческим достижением Фрэнка Заппы. 7 апреля 1976 альбому был присвоен статус золотого. Кроме того, диск поднялся до 10-го места в чартах Billboard.
Продолжив коммерческий успех Over-Nite Sensation (1973), этот альбом содержит сочетание коротких песен и богатых музыкальных аранжировок, демонстрируя при этом циничный юмор Заппы. Лирическая тематика песен альбома является странной и неясной (К примеру, треки «Don’t Eat the Yellow Snow» и «Nanook Rubs It» повествуют о певице, которая хочет стать эскимосом по имени Нанук), за исключением «Uncle Remus», которая является продолжением отношения Заппы к расовой дискриминации, тематика которой затрагивалась в его ранней песне «Trouble Every Day»[стиль].

## Об альбоме
Как в случае с предыдущими альбомами Заппы, в Apostrophe (’) вошли как старые, так и новые записи (большинство сессий для альбомов Apostrophe (’) (1974) и Over-Nite Sensation (1973) были записаны в одно время). Архивные записи включали в себя треки «Excentrifugal Forz» (записан в ходе сессий к альбому Hot Rats) и «Uncle Remus» (записан в ходе сессий к альбому The Grand Wazoo), в то время как заглавный трек альбома, также записанный в ходе сессий The Grand Wazoo, возможно, был перезаписан в 1973 году с использованием метода наложения аудиозаписей.
Одноимённый трек альбома представляет собой инструментальный джем с участием барабанщика Джима Гордона и бас-гитариста Джека Брюса, которому на обложке альбома приписывается партии бас-гитары и соавторство заглавной песни. Тем не менее, в своем интервью для польского журнала Rock Tylko, данном журналисту Виславу Вайсу, Брюс в шутку сказал, что не играл на бас-гитаре в альбоме Apostrophe (’), а сыграл только партии виолончели. Тем не менее его заявление относительно участия в треке «Apostrophe (’)» не может быть рассмотрено всерьёз, поскольку в треке партия виолончели не звучит. Звучание басовых партий Брюса в треке «Apostrophe (’)» порой очень похоже на басовые линии, использованные им в саунде группы Cream.

- В. В.: Можете ли вы рассказать мне что-нибудь о вашем сотрудничестве с Фрэнком Заппой?
- Д. Б.: Конечно, а вы что разве этого не знаете? (Смеётся)
- В. В.: Вы играли в его альбоме Apostrophe…
- Д. Б.: Да, но как вы знаете я в то время записывался с Карлой Блей, и эта работа мне показалась более интересной… Вы слышали что-нибудь об этом?
- В. В.: Да, Escalator over the Hill…
- Д. Б.: Верно. Так вот, Фрэнк, которого я встретил ранее, в один прекрасный день появился в студии и спросил меня: «Можешь сыграть партии виолончели для моей сессии?». Так я оказался в студии в Нью-Йорке, вместе со своей виолончелью. Я слушал его музыку и просто не знал, что мне делать, а Фрэнк говорит мне: «Слушай, я хотел бы, чтобы ты извлёк звук, наподобие, как его… „уаааааанг!“». Ну, вот, в принципе, и всё. Это и был весь мой вклад в самую популярную запись Фрэнка Заппы. (Смеётся.)

— Tylko Rock, октябрь 1992, с. 17
Тем не менее в интервью журналу Guitar Player Magazine от января 1977 Заппа об участии Джека Брюса в одноимённой композиции альбома сказал следующее:

- В.: Расскажите об участии Джека Брюса [бас-гитарист] в альбоме Apostrophe.
- Ф. З.: Ну, это был просто джем, он участвовал лишь потому, что был другом Джима Гордона [барабанщик]. Мне было очень трудно играть с Брюсом, — он слишком суетлив. На самом деле он не хотел играть на басу в смысле его основных функций. Думаю, у него было другое на уме. Но так уж устроены джем-сейшены.

## Список композиций
Слова и музыка всех песен — Фрэнк Заппа, кроме отмеченных.
| №  | Название                          | Длительность |
| -- | --------------------------------- | ------------ |
| 1. | «Don’t Eat the Yellow Snow»       | 2:07         |
| 2. | «Nanook Rubs It»                  | 4:38         |
| 3. | «St. Alfonzo’s Pancake Breakfast» | 1:50         |
| 4. | «Father O’Blivion»                | 2:18         |
| 5. | «Cosmik Debris»                   | 4:14         |

| №  | Название             | Автор(ы)                            | Длительность |
| -- | -------------------- | ----------------------------------- | ------------ |
| 1. | «Excentrifugal Forz» |                                     | 1:33         |
| 2. | «Apostrophe’»        | Фрэнк Заппа, Джим Гордон, Джек Брюс | 5:50         |
| 3. | «Uncle Remus»        | Фрэнк Заппа, Джордж Дюк             | 2:44         |
| 4. | «Stink-Foot»         |                                     | 6:33         |

## Над альбомом работали
| Музыканты: - Фрэнк Заппа — вокал, гитара, бас, бузуки - Линн — вокал, бэк-вокал - Роберт «Фрог» Камарена — вокал, бэк-вокал - Рубен Ладрон де Гуевара — вокал, бэк-вокал - Дебби — вокал, бэк-вокал - Рэй Коллинз — бэк-вокал - Сью Гловер — бэк-вокал - Керри Макнабб — бэк-вокал, инженер, ремикс - Сэл Маркес — труба - Иэн Андервуд — саксофон - Наполеон Мерфи Брок — саксофон, бэк-вокал - Брюс Фаулер — тромбон | Музыканты: - Дон Харрис — скрипка - Жан-Люк Понти — скрипка - Рут Андервуд — перкуссия - Джордж Дюк — клавишные, бэк-вокал - Тони Дюран — ритм-гитара - Том Фаулер — бас-гитара - Эрронеус (Алекс Дмочёвский) — бас-гитара - Джек Брюс — бас в треке «Apostrophe’» (см. вышеприведённые споры) - Эйнсли Данбар — ударные - Ральф Хамфри — ударные - Джонни Герен — ударные - Джим Гордон — ударные в треках «Apostrophe» и «Excentrifugal Forz» |

| Производственный персонал: - Кал Шенкель — иллюстрации, графический дизайн - Барри Кин — инженер - Ференц Добронил — дизайн обложки - Боб Людвиг — техник - Пол Хоф — техник - Оскар Кергайвес — техник - Брайан Крокус — техник | Производственный персонал: - Марк Алайсон — фотография - Боб Стоун — трансфер, цифровой ремастеринг - Стив Деспер — инженер - Терри Дюнаван — инженер - Зач Гликман — маркетинг - Боб Хьюз — инженер |

## Позиции в хит-парадах
| Год       | Хит-парад                                  | Высшая позиция | Пребывание в чарте |
| --------- | ------------------------------------------ | -------------- | ------------------ |
| 1974—1975 | Австралия (Kent Music Report)              | 71             | нет данных         |
| 1974—1975 | Италия (Musica e dischi)                   | 24             | 1 неделя           |
| 1974—1975 | США (Billboard Top LP’s & Tape)            | 10             | 43 недели          |
| 1974—1975 | Финляндия (Suomen virallinen lista)        | 17             | 8 недель           |
|           |                                            |                |                    |
| 2024      | Австрия (Ö3 Austria)                       | 31             | 1 неделя           |
| 2024      | Бельгия/Валлония (Ultratop)                | 169            | 1 неделя           |
| 2024      | Бельгия/Фландрия (Ultratop)                | 30             | 1 неделя           |
| 2024      | Великобритания (Albums Chart Update)       | 91             | 1 неделя           |
| 2024      | Великобритания (Albums Sales Chart)        | 26             | 1 неделя           |
| 2024      | Великобритания (Physical Albums Chart)     | 23             | 1 неделя           |
| 2024      | Великобритания (Rock & Metal Albums Chart) | 3              | 2 недели           |
| 2024      | Великобритания (Vinyl Albums Chart)        | 32             | 1 неделя           |
| 2024      | Германия (Offizielle Top 100)              | 7              | 1 неделя           |
| 2024      | Нидерланды (Album Top 100)                 | 59             | 1 неделя           |
| 2024      | Хорватия (HDU)                             | 21             | 1 неделя           |
| 2024      | Швейцария (Schweizer Hitparade)            | 30             | 1 неделя           |
| 2024      | Шотландия (Scottish Albums Chart)          | 22             | 1 неделя           |

| Хит-парад (1974)                   | Позиция |
| ---------------------------------- | ------- |
| Италия (FIMI)                      | 84      |
| Канада (RPM Year-End)              | 66      |
| США (Billboard Top Popular Albums) | 60      |

## Сертификации
| Регион | Сертификация | Продажи  |
| --- | ------------ | -------- |
| США (RIAA) | Золотой      | 500 000^ |
| * Данные о продажах приведены только на основе сертификации. · ^ Данные о тиражах приведены только на основе сертификации. · Данные о продажах + прослушиваниях приведены только на основе сертификации. |              |          |